# Canton de Saint-Trivier-de-Courtes
Pour les articles homonymes, voir Saint-Trivier.
Le canton de Saint-Trivier-de-Courtes est une ancienne division administrative française, située dans le département de l'Ain en région Auvergne-Rhône-Alpes.

## Géographie
Ce canton était organisé autour de Saint-Trivier-de-Courtes dans l'arrondissement de Bourg-en-Bresse. Son altitude variait de 178 m pour Saint-Jean-sur-Reyssouze à 223 m pour Cormoz, avec une moyenne de 212 m.

## Histoire

Localisation du canton dans l'Ain avant 2015

En 1790, lors de la création des cantons, Saint-Julien et Saint-Trivier sont en compétition pour obtenir le chef-lieu ; finalement, il est fixé à Saint-Trivier. Le canton compte alors seize communes et 10 715 habitants. Cependant, en 1790, les anciennes communes de Busserolles, de La Chapelle-Thècle et de Tagiset demandèrent leur rattachement au département de Saône-et-Loire, qu'elles obtinrent en 1793. Avec la fusion de Mantenay et de Montlin, le canton compte finalement douze communes.
Par le décret du 13 février 2014, le canton est supprimé à compter des élections départementales françaises de 2015, en application de la loi du 17 mai 2013 prévoyant le redécoupage des cantons français. Il est englobé dans le nouveau canton de Replonges, à l'exception de la commune de Cormoz intégrée à celui de Saint-Étienne-du-Bois.

## Représentation

### Conseillers généraux de 1833 à 2015
| Période         | Période          | Identité                                                                          | Étiquette                | Qualité |
| --------------- | ---------------- | --------------------------------------------------------------------------------- | ------------------------ | --- |
| 1833            | 1842             | Pierre-Marie Herbet (1782-1846)                                                   |                          | Propriétaire, maire de Curciat-Dongalon |
| 1842            | 1848             | Jacques Laurent Josserand (1799-1854)                                             | Majorité gouvernementale | Conseiller à la Cour de Lyon Ancien député (1839-1842) |
| 1848            | 1852             | Edouard Pitre                                                                     |                          | Notaire à Saint-Julien-sur-Reyssouze |
| 1852            | 1856 (décès)     | Vicomte Jean-Baptiste-Antoine Georgette du Buisson de La Boulaye                  | Majorité ministérielle   | Ancien secrétaire général du Ministre de la Maison du Roi Député (1827-1830) Propriétaire à Ceyzériat                                                                   |
| 1856            | 1871             | Vicomte Albert Georgette du Buisson de La Boulaye (fils du précédent) (1834-1905) |                          | Capitaine d'Etat-major de 1re Classe Propriétaire à Ceyzériat |
| 1871            | 1877             | Joseph Alexis Pariset                                                             | Républicain              | Notaire à Curciat-Dongalon |
| 1877            | 1907             | Francisque Bonthoux                                                               | Républicain Progressiste | Conseiller d'Etat, maire de Vescours |
| 1907            | 1919             | Laurent Derognat                                                                  | Rad.                     | Avocat Maire de Saint-Trivier-de-Courtes |
| 1919            | 1935 (démission) | Joseph Perret                                                                     | Rad.ind.                 | Médecin à Saint-Trivier-de-Courtes, conseiller d'arrondissement |
| 1935            | 1940             | Henri Maîtrepierre                                                                | Rad.                     | Exploitant agricole, maire de Saint-Nizier-le-Bouchoux (1935-1941) |
|                 |                  |                                                                                   |                          | |
| 1945            | 1961 (décès)     | Henri Maîtrepierre                                                                | Rad.                     | Maire de Saint-Nizier-le-Bouchoux (1935-1941 et 1945-1959) |
| 1961            | 1967             | Maurice Billoud                                                                   | DVD puis CD              | Exploitant agricole au hameau des Brosses Fondateur de la beurrerie coopérative Maire de Saint-Trivier-de-Courtes (1953-1971)                                           |
| 1967            | 1979             | Pierre Perrin                                                                     | FGDS puis PS             | Secrétaire de mairie, Saint-Trivier-de-Courtes |
| 1979            | 2008 (démission) | Jean Pépin                                                                        | UDF-PR puis DL puis UMP  | Directeur de collège - Sénateur (1989-2008) Maire de Saint-Nizier-le-Bouchoux (1977-2001) président du Conseil général (1992-2004) démissionnaire pour raisons de santé |
| 18 janvier 2009 | mars 2015        | Armel Morel                                                                       | DVD                      | Eleveur Maire de Lescheroux (1995-2014) |

### Conseillers d'arrondissement (de 1833 à 1940)
| Période                                  | Période      | Identité                                       | Étiquette   | Qualité |
| ---------------------------------------- | ------------ | ---------------------------------------------- | ----------- | --- |
| 1833                                     | 1842         | M. Vade                                        |             | Ancien greffier de la justice de paix à Saint-Trivier-de-Courtes                                            |
| 1842                                     | 1848         | Louis Antoine Philibert Eugène Bas (1801-1887) |             | Notaire à Saint-Trivier-de-Courtes                                                                          |
| 1848                                     | 1858         | Camille Béreyziat                              |             | Propriétaire et meunier à Saint-Trivier-de-Courtes                                                          |
| 1858                                     | 1876 (décès) | Charles Pitre (1819-1876)                      |             | Notaire à Saint-Julien-sur-Reyssouze                                                                        |
| 1876                                     | 1883         | Jules-Joseph Vitte (1835-1898)                 |             | Maire de Saint-Julien-sur-Reyssouze                                                                         |
| 1883                                     | 1886         | Paul François Vivier                           | Républicain | Maire de Saint-Trivier-de-Courtes                                                                           |
| 1886                                     | 1892         | Gaspard Méziat                                 |             | Aubergiste à Messimy                                                                                        |
| 1892                                     | 1910         | Edmond Poyard                                  | Républicain | Négociant à Saint-Trivier-de-Courtes                                                                        |
| 1910                                     | 1919         | Joseph Perret                                  | Rad.ind.    | Docteur-médecin à Saint-Trivier-de-Courtes                                                                  |
| 1919                                     | 1934         | Marie Auguste Cabut (1876-1954)                |             | Cultivateur,adjoint au maire de Saint-Nizier-le-Bouchoux                                                    |
| 1934                                     | 1940         | Joseph Chanel                                  | Rad.ind.    | Maire de Cormoz                                                                                             |
| 1940                                     |              |                                                |             | Les conseils d'arrondissement ont été suspendus par la loi du 12 octobre 1940 et n'ont jamais été réactivés |
| Les données manquantes sont à compléter. |              |                                                |             | |

Source : Journal Le Courrier de l'Ain sur le site des archives départementales.

## Composition
Le canton de Saint-Trivier-de-Courtes regroupait douze communes :
| Nom                                  | Code Insee | Intercommunalité                | Population (dernière pop. légale) |
| ------------------------------------ | ---------- | ------------------------------- | --------------------------------- |
| Saint-Trivier-de-Courtes (chef-lieu) | 01388      | CA du Bassin de Bourg-en-Bresse | 1 099 (2014)                      |
| Cormoz                               | 01124      | CA du Bassin de Bourg-en-Bresse | 665 (2014)                        |
| Courtes                              | 01128      | CA du Bassin de Bourg-en-Bresse | 291 (2014)                        |
| Curciat-Dongalon                     | 01139      | CA du Bassin de Bourg-en-Bresse | 451 (2014)                        |
| Lescheroux                           | 01212      | CA du Bassin de Bourg-en-Bresse | 708 (2014)                        |
| Mantenay-Montlin                     | 01230      | CA du Bassin de Bourg-en-Bresse | 306 (2014)                        |
| Saint-Jean-sur-Reyssouze             | 01364      | CA du Bassin de Bourg-en-Bresse | 736 (2014)                        |
| Saint-Julien-sur-Reyssouze           | 01367      | CA du Bassin de Bourg-en-Bresse | 731 (2014)                        |
| Saint-Nizier-le-Bouchoux             | 01380      | CA du Bassin de Bourg-en-Bresse | 685 (2014)                        |
| Servignat                            | 01406      | CA du Bassin de Bourg-en-Bresse | 174 (2014)                        |
| Vernoux                              | 01433      | CA du Bassin de Bourg-en-Bresse | 322 (2014)                        |
| Vescours                             | 01437      | CA du Bassin de Bourg-en-Bresse | 246 (2014)                        |

## Démographie
| 1962  | 1968  | 1975  | 1982  | 1990  | 1999  | 2006  | 2011  | 2012  |
| ----- | ----- | ----- | ----- | ----- | ----- | ----- | ----- | ----- |
| 7 147 | 6 498 | 5 786 | 5 335 | 5 158 | 5 004 | 5 571 | 6 218 | 6 322 |